# Innisbrook Women's Open
L'Innisbrook Women's Open è un torneo professionistico di tennis giocato su campi in terra verde. Fa parte dell'ITF Women's Circuit. Si gioca annualmente a Innisbrook negli Stati Uniti.

## Albo d'oro

### Singolare
| Anno | Campionessa   | Finalista                | Punteggio     |
| ---- | ------------- | ------------------------ | ------------- |
| 2013 | Julia Glushko | Patricia Mayr-Achleitner | 2–6, 6–0, 6–4 |
| 2014 | Grace Min     | Nicole Gibbs             | 7–5, 6–0      |

### Doppio
| Anno | Campionesse                | Finaliste                               | Punteggio   |
| ---- | -------------------------- | --------------------------------------- | ----------- |
| 2013 | Ashleigh Barty Alizé Lim   | Paula Cristina Gonçalves María Irigoyen | 6–1, 6–3    |
| 2014 | Gioia Barbieri Julia Cohen | Allie Kiick Sachia Vickery              | 7–6(5), 6–0 |